# 李震 (兴宁伯)
李震，南陽人。明朝軍事將領。
父親李謙，官至都督僉事。李震襲指揮使，正統九年，跟從征討兀良哈立功，晉升爲都指揮僉事。之後跟從王驥平麓川，進都督同知。明景帝繼位后，充任貴州右參將，在偏橋擊敗苗族叛軍。景泰二年，跟從王來征韋同烈，攻破香爐山，后晉升爲都指揮使，守靖州。因事連坐征還。方瑛在攻打苗兵時，乞求李震隨軍，后明景帝下詔許立功贖。之後，他跟隨方瑛攻破天堂等地，仍充左參將。后分兵攻取武岡、攻下牛欄等寨，晉升爲都督僉事。天順年間，再次跟從方瑛征討貴州東部苗族，方瑛去世后，即命李震為總兵官，代為鎮守貴州湖廣，并追討麻城人李添保等。天順五年，繼續剿討，直接攻至廣西西延，前後俘虜數千人。同年冬，命其鎮守湖廣，改由李安鎮守貴州。次年，他再次率軍攻破雲川、桂嶺、橫江等地。天順七年，分兵攻佔赤溪，晉升爲都督同知。
成化初年，鎮守靖州。當時都指揮同知莊榮奏貴州黎平諸府密謀叛變，非大將總領不可，於是再派李震鎮守貴州，并攻破數地，進右都督。之後在廣西、雲南等地接連取勝，人稱「金牌李」。成化七年，平定流賊李原，招撫流民九十萬人，荊、襄等地民變遂平。成化十一年，再次分兵攻破苗族兵變，破六百二十余寨，俘斬八千五百余人，論功封興寧伯。之後因參將吳經與其有矛盾，其弟吳綬為汪直腹心，於是屢次誣陷李震。李震遂被逮捕下獄，奪取爵位，降為左都督，在南京閑住。汪直事敗后，李震恢復爵位，不久去世。